# Spinomantis guibei
Spinomantis guibei är en groddjursart som först beskrevs av Blommers-Schlösser in Blommers-Schlösser och Blanc 1991.  Spinomantis guibei ingår i släktet Spinomantis och familjen Mantellidae. IUCN kategoriserar arten globalt som starkt hotad. Inga underarter finns listade i Catalogue of Life.